# 異口墨頭魚
異口墨頭魚（学名：Garra allostoma）为輻鰭魚綱鯉形目鲤科的其中一種，被IUCN列為次級保育類動物，分布於非洲喀麥隆尼日河流域，本魚嘴新月形，沒有小瘤，唇發展良好，喙葉無小齒的邊緣而不是發展良好。黑色的背面，有斑點的側邊，清澈的腹面。側線的前面鱗片深色或黑色，體長可達6.3公分。